# Banca Transilvania

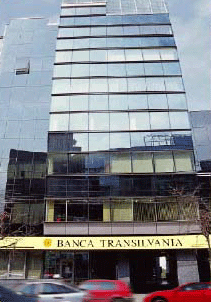
Banca Transilvania in Cluj-Napoca

Banca Transilvania S.A. ist ein Kreditinstitut aus Rumänien mit Firmensitz in Cluj-Napoca. Das Unternehmen ist im Aktienindex BET-20 an der Bukarester Börse gelistet.
Banca Transilvania wurde 1993 gegründet und eröffnete ihre erste Filiale am 16. Februar 1994 in ihrem Hauptsitz in Cluj-Napoca. Die Leitung der Bank haben Horia Ciorcilǎ und Robert C. Rekkers inne (Stand: 2007).
Die Bank expandierte in den folgenden Jahren und hatte im Dezember 2003 bereits 331 Geschäftsstandorte in Rumänien.